# مسجد نيهاما
مسجد نيهاما هو مسجد يقع في مدينة نيهاما التابعة لمحافظة إهيمه في اليابان .

## البناء
يقع المسجد على طول الطريق الثالث عشر وهو طريق المحافظات التي تدير مركز نيهاما، المبنى بني من حديد التسليح وهو مكون من طابقين، وله قبة واحدة كبيرة على سطح المسجد، ولدية أيضا اثنتين من القباب الصغيرة. يستخدم الطابق الثاني كجزء من شرفة المسجد، تبلغ طاقة المسجد الاستيعابية فمن ما يقرب من 60 مصلي في وقت واحد، تبلغ مساحة الموقع كاملا 165 متر مربع، أما مجموع مساحة قاعة الصلاة فتبلغ 160 متر مربع .

## التاريخ
قي شهر تشرين الثاني من عام 1989 تم بناء مسجد نيهاما على يد أكيرا هاماناكا، وفي الأول من شهر سبتمبر من عام 2003 تم افتتاح البناء الجديد في حي إيتشينوميا في مدينة نيهاما التابعة لمحافظة إهيمه .

## وصلات خارجية
- البوم صور مسجد نيهاما